# Ватиканска банка
Ватиканска банка, Банка Ватикана е неофициално име на Istituto per le Opere di Religione (IOR) или Институт за религиозни дейности, централната банка на Римокатолическата църква разположена във Ватикана.
„Институтът за религиозни дейности“ (Банка Ватикана) е основан през 1942 г. от папа Пий XII. Банката се ръководи от професионална банка СЕО, която докладва директно на комитет от кардинали и като най-висша инстанция — на папата, единствената папска институция неинспектирана от Префектурата по икономика на Светия престол.
Настоящият председател на банката е Анджело Калоя (Angelo Caloia).

## История
Банка Ватикана се развива в официална организация през 19 век от системата за Църковни финанси, позната като Peter's Pence.
Банка Ватикана преминава през 3 периода на значителна промяна: след 1870 г. с разпадането на Папските държави; през 1929 г. с Латеранските договори установяващи независимия град Ватикана; и последващите катаклизми на Втората световна война. Когато се пише Латеранският договор, една от неговите клаузи предифинира каноническия грях на лихварството, да не означава печалба от заемане на пари, а просто „прекомерно“ облагодетелстване. Това дава възможност на Банка Ватикана да стане истинска банка с всички предвидени облаги. С подписването на договора на 11 февруари 1929 г.Мусолини дава на Банка Ватикана като обезщетение 750 милиона италиански лири в брой и държавни облигации в размер на един милиард лири, като по този начин банката си осигурява чрез договора повече от 80 милиона долара.
Банка Ватикана става успешна и печеливша банка. До 1990-те години банката е инвестирала около 10 милиарда щатски долара в чуждестранни компании. Част от успеха на банката се дължи на това, че предлага някои незаконни услуги; за 5% банката пере пари на индустриалци или на приближени на Католическата църква. Скандалът с прането на пари става известен през 1968 г. заради промяна в италианските финансови разпоредби, които осигуряват по-голяма прозрачност. За да се предотврати скандал, който би възникнал, ако обществеността научи мащаба на спекулациите и операциите на Банка Ватикана, папа Павел VI назначава Микеле Синдона за папски финансов съветник, който да разпродаде собственост, да премести парите отвъд океана и скрие целия размер на богатството на Ватикана. Синдона е главният виновник за значителния приток на пари, когато започва да пере парите от хероин на престъпното семейство Гамбино (взимайки 50%-ен дял) чрез пирамидалната корпорация „Мабуси“. Това пране се осъществява чрез помощта и на друг банкер, Роберто Клави, който е мениджър на „Банко Амброзиано“. Интересно е, че и двамата са били членове на Ложа П2 (масонска ложа).
Когато Йоан Павел I става папа през 1978 г., той е информиран за данните за злоупотреба в Банка Ватикана и инструктира кардинал Жан Вилот (папски държавен секретар и глава на Папската курия) да разследва подробно случая. Папа Йоан Павел I умира само след 33 дни управление, което води до твърдения, че е бил убит след като е разкрил скандал. Общоприето е, че папа Йоан Павел I умира от естествена смърт, въпреки че някои медицински експерти вярват, че е починал от белодробна емболия или контра реакция от лекарствата, които е вземал, а не от сърдечен удар, както се казва в официалните съобщения за смъртта му.

### Скандали около Банка Амброзиано
Банка Ватикана бива замесена в голям политически и финансов скандал през 80-те години на 20 век, отнасящ се до сриването на един от главните акционери Банка Амброзиано (1.5 милиарда долара) през 1982 г., поради което Ватикана плаща 250 милиона долара на кредиторите.. Пол Марчинкус, глава на Банка Ватикана от 1971 до 1989 г. е подведен под съдебна отговорност в Италия през 1982 г. за съучастие в предизвикването на банкрута на банката (дълг в размер на 1.5 милиарда долара) Банка Амброзиано е обвинена в пране на пари за мафията и Propaganda Due (също позната и като „П2“), незаконна масонска ложа водена от неофашиста Лусио Гели. П2 и нейният главен майстор Лусио Гели работят с Гладио, тайните НАТО-вски антикомунистически полувоенни организации. Марчинкус не бива съден в Италия, където съдилищата отсъждат, че като служител на Ватикана има дипломатически имунитет. Той живее в пенсия в Сън Сити, Аризона (САЩ) до своята смърт на 21 февруари 2006 г.
Банка Ватикана отказва да признае законова отговорност за падението на Амброзиано, но признава „морална обвързаност“ и плаща 241 млн. долара (169 млн. лири стерлинги) на кредитори.

## Непотвърдени твърдения
Няколко книги излезли през 1990-те изказват сериозна критика относно връзките на Банка Ватикана с десни правителства и особено с колаборационисткия режим на независимата държава Хърватия. Те предизвикват първоначална защитна враждебност и полемика. Полемиката се концентрира върху заключенията изведени от документацията, а не самите документи.
Според доклад от 1998 г. издаден от Американския държавен департамент, нацисткото харватско богатство е било незаконно прехвърлено в Банка Ватикана и други банки след края на Втората световна война. За своята част Ватиканът неведнъж отрича всякакво францисканско участие в престъпленията на Усташи или за изчезването на хърватското богатство и все още отказва да отвори военновременните си архиви за подкрепи твърденията си.
Разсекретеният през 1997 г. доклад от 1946 г. на Емерсон Бигълоу от щатската хазна, цитира „достоверен източник в Италия“, който алармира своя началник, че хърватските официални власти са изпратили 350 млн. конфискувани швейцарски франка до Банка Ватикана за „съхранение“. По пътя около 150 млн. швейцарски франка са очевидно прибрани от британските власти на границата между Австрия и Швейцария, което изважда наяве тайния трансфер. „Няма реална база за този доклад“, казва ватиканският говорител Йоаким Нваро-Валс, пише списание Тайм.